# Mingfeng (Yuan’an)

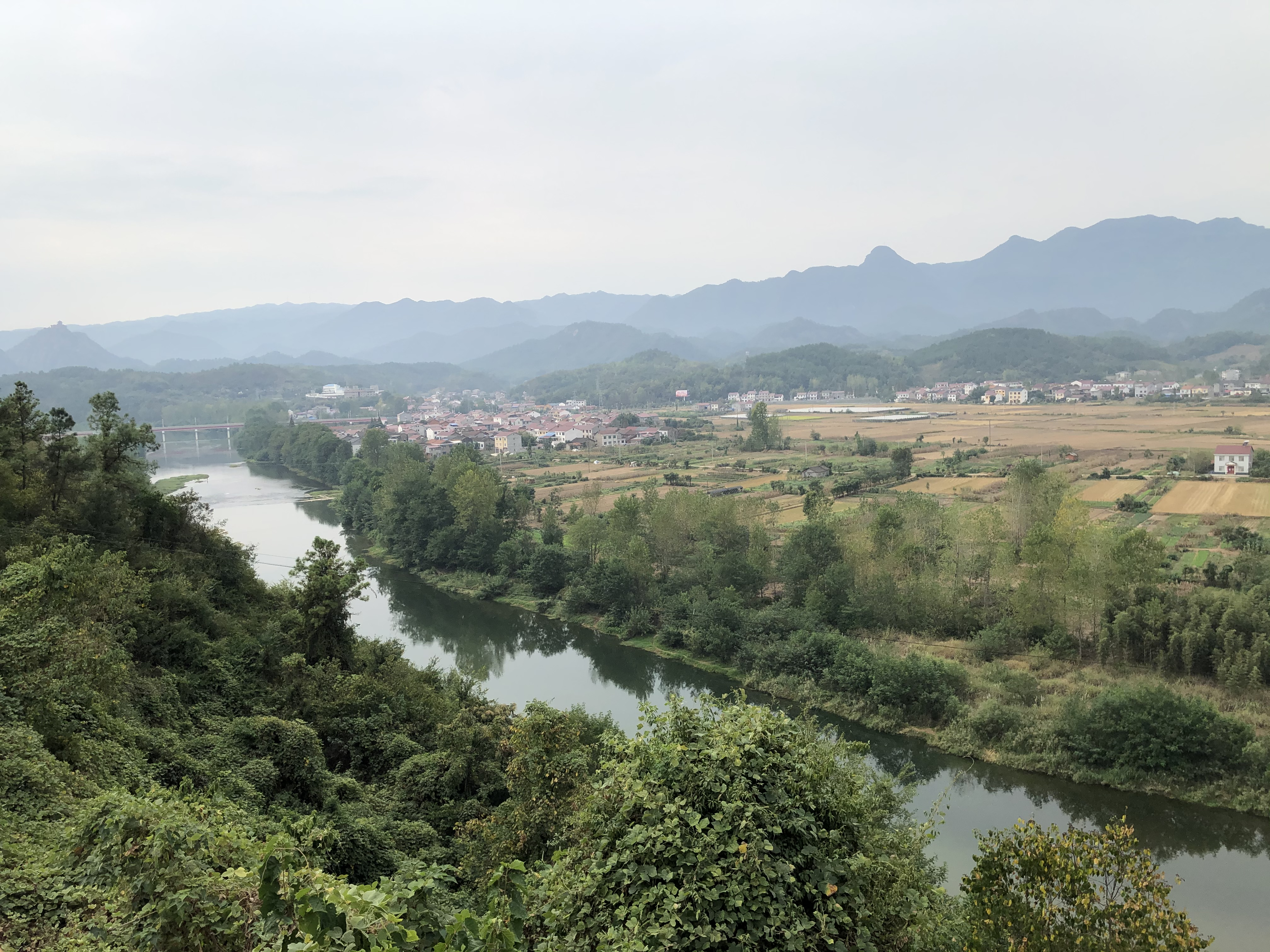
Der Juhe bei Mingfeng

Die Großgemeinde Mingfeng (chinesisch 鸣凤镇, Pinyin Míngfèng Zhèn) ist der Regierungssitz des Kreises Yuan’an der bezirksfreien Stadt Yichang in der chinesischen Provinz Hubei. Mingfeng besitzt eine Fläche von 75,25 km² und hatte Ende 2020 genau 45.127 registrierte Einwohner.
Wegen der Raketenproduktion auf der Basis 066 ist der gesamte Kreis Yuan’an für Ausländer gesperrt. Unter chinesischen Touristen ist jedoch der Mingfeng-Berg westlich der Stadt ein beliebtes Ausflugsziel.

## Geschichte
Die Tempelanlagen auf dem Mingfeng-Berg (鸣凤山) wurden ursprünglich während der Regierungszeit von Kaiser Xiao Yan (502–549) der Liang-Dynastie erbaut. Ab dem 12. Jahrhundert lebten dort Anhänger der daoistischen Quanzhen-Schule vom 160 km nördlich gelegenen Wudang Shan.
Seinen Namen erhielt der Mingfeng („Phönixruf“) im 13. Jahrhundert, als Anwohner während der Regierungsdevise Baoyou (宝祐, 1253–1258) der Südlichen Song-Dynastie von dort Rufe des chinesischen Phönix Fenghuang zu hören glaubten.
Die heutige, nach dem Berg benannte Stadt entstand im Jahr 1468 der Ming-Dynastie, als der Sitz der Kreisregierung vom Pavillon-Berg (亭子山) in der heutigen Großgemeinde Jiuxian (旧县镇) wieder hinunter an das Ufer des Juhe (沮河) verlegt wurde. Der Amtssitz des Landrats befand sich in der heutigen Einwohnergemeinschaft Dongzhuangping. Nachdem die Amtsgebäude bei einem Bauernaufstand im Jahr 1634 zerstört wurden, wurde der Sitz der Kreisregierung in die heutige Einwohnergemeinschaft Fengshan verlegt. Neun Jahre später, im Jahr 1643, war es die Bauernarmee Li Zichengs, die die Stadt mit mehr als 10.000 Reitern angriff und zerstörte. Nach dem Sturz der Ming-Dynastie 1644 wurde die Kreisverwaltung unter Kaiser Aisin Gioro Xuanye der Qing-Dynastie im Jahr 1666 erneut aufgebaut, nun wieder in Dongzhuangping. Diese Gebäude wurden 1941 bei zwei japanischen Luftangriffen zerstört, und die Kreisverwaltung wurde in das Dorf Luxiwan (芦溪湾村) der Großgemeinde Yangping (洋坪镇) ausgelagert, gelegen an einer Flussbiegung des Juhe 25 km stromaufwärts von Mingfeng.
Nach der Einnahme des Kreisgebiets durch die Rote Armee am 4. Juni 1948 wurde der Sitz der Kreisregierung wieder nach Mingfeng verlegt. Damals lebten in der Stadt nur etwas über 100 Familien, kaum 800 Personen. In den Straßen wuchsen mannshohe Obstbäume, die Wildschweine kamen am hellen Tag in die Stadt und an Handwerkern gab es nur einige Schmiede, die die Geräte der Landwirte reparierten. Mit der Behörde kam neues Leben in die Stadt. Im März 1956 wurde sie unter dem Namen Chengguan (城关乡) zur Gemeinde erhoben, im Dezember 1957 zur Großgemeinde. Im Juni 1981 erhielt die Stadt ihren alten Namen Mingfeng zurück.

## Administrative Gliederung
Mingfeng setzt sich aus acht Einwohnergemeinschaften und sechs Dörfern zusammen. Diese sind:
| Einwohnergemeinschaft Antai (安泰社区); Einwohnergemeinschaft Dongzhuangping (东庄坪社区); Einwohnergemeinschaft Fengshan (凤山社区), Regierungssitz der Großgemeinde; Einwohnergemeinschaft Raumfahrt (航天社区); Einwohnergemeinschaft Jiefang (解放社区); Einwohnergemeinschaft Leizu (嫘祖社区); Einwohnergemeinschaft Mingfeng (鸣凤社区); Einwohnergemeinschaft Qifeng (栖凤社区); | Dorf Beimen (北门村); Dorf Huayuan (花园村); Dorf Nanmen (南门村); Dorf Shuangli (双利村); Dorf Shuangquan (双泉村); Dorf Wangjia (汪家村). |

## Verkehrsanbindung
Einige hundert Meter westlich der Einwohnergemeinschaft Fengshan, einst ein Dorf am Westufer des Juhe und nun der Regierungssitz der Großgemeinde, führt die Autobahn Hohhot–Beihai (G59) an Mingfeng vorbei. Die eigentliche Stadt, die sich am Ostufer des Juhe zwischen den heutigen Dörfern Beimen und Nanmen am Nord- und Südtor der in der Kaiserzeit ummauerten Stadt erstreckt, wird durch die Nationalstraße G347 von Nanjing nach Delhi in Qinghai erschlossen, außerdem durch die Staatsstraße S253 nach Jingzhou und durch die Staatsstraße S224 zur Großgemeinde Hualinsi (花林寺镇) im Süden des Kreisgebiets, wo auch eine Autobahn-Anschlussstelle besteht.